# The Purple Rose of Cairo
The Purple Rose of Cairo (La rosa púrpura del Cairo en Hispanoamérica y La rosa púrpura de El Cairo en España) es una película de comedia de fantasía romántica de 1985 escrita y dirigida por Woody Allen. Inspirada en El moderno Sherlock Holmes, dirigida por Buster Keaton; en Hellzapoppin' (1941), dirigida por Henry Codman Potter II, y en la obra de teatro Seis personajes en busca de autor, de Luigi Pirandello, es la historia de un personaje de una película que sale de dicha película y entra en el mundo real.

## Argumento
Situada en Nueva Jersey durante la Gran Depresión, la película cuenta la historia de Cecilia (Mia Farrow), una camarera torpe que va al cine para escapar de su triste vida y su matrimonio abusivo y sin amor con Monk (Danny Aiello), a quien ha intentado dejar en numerosas ocasiones.
La última película que ve Cecilia es una película de ficción de RKO Pictures, The Purple Rose of Cairo. Es la historia de un rico dramaturgo de Manhattan llamado Henry (Edward Herrmann) que pasa unas vacaciones exóticas en Egipto con sus amigos Jason (John Wood) y Rita (Deborah Rush). Mientras están en Egipto, los tres conocen al arqueólogo Tom Baxter (Jeff Daniels). Tom es traído junto con ellos a un «alocado fin de semana en Manhattan» en donde se enamora de Kitty Haynes (Karen Akers), una cantante del famoso club Copacabana.
Después de que Cecilia se sienta a ver la película varias veces, Tom, fijándose en ella, rompe la cuarta pared y emerge de la pantalla en blanco y negro al colorido mundo real al otro lado de la pantalla de cine. Tom le dice a Cecilia que se siente atraído hacia ella después de notarla haberlo visto tantas veces, y ella lo lleva alrededor de la ciudad de Nueva Jersey. Más tarde, él la lleva a la película y tienen una gran noche en la ciudad dentro de la película. Pero la defección del personaje de la película ha causado algunos problemas. En otras copias de la película, otros personajes han tratado de salir de la pantalla. El productor de la película se entera de que Tom ha dejado la película y vuela a Nueva Jersey con el actor Gil Shepherd (el actor de la «vida real» interpretando el papel de Tom en la película, también interpretado por Jeff Daniels). Esto configura un inusual triángulo amoroso entre Tom, Gil y Cecilia. Cecilia debe elegir entre ellos y ella decide elegir a la persona real de Gil en lugar de la figura de fantasía de Tom. Ella abandona la oportunidad de regresar con Tom a su mundo, eligiendo quedarse con Gil y tener una vida 'real'. Entonces rompe con su marido.
Pero las declaraciones de amor de Gil por Cecilia eran falsas —él la cortejó sólo para conseguir que Tom volviera a la película y así salvar su carrera en Hollywood-. Gil abandona a Cecilia y se ve silenciosamente atormentado por la culpa en su vuelo de regreso a Hollywood. Habiendo quedado sin un amante, trabajo o casa, Cecilia termina sumergiéndose en el escapismo de Hollywood una vez más, sentándose en un teatro a ver a Fred Astaire y Ginger Rogers bailando «Cheek to Cheek» en la película Sombrero de copa, olvidando su grave situación y perdiéndose en la película.

## Reparto
| Actor           | Personaje               |
| --------------- | ----------------------- |
| Mia Farrow      | Cecilia                 |
| Jeff Daniels    | Tom Baxter/Gil Shepherd |
| Danny Aiello    | Monk                    |
| Edward Herrmann | Henry                   |
| John Wood       | Jason                   |
| Deborah Rush    | Rita                    |
| Zoe Caldwell    | la condesa              |
| Van Johnson     | Larry Wilde             |
| Karen Akers     | Kitty Haynes            |
| Milo O'Shea     | Padre Donnelly          |
| Dianne Wiest    | Emma                    |

Michael Keaton fue escogido originalmente como Tom Baxter/Gil Shepherd, ya que Allen era un admirador de su obra. Allen más adelante opinó que Keaton, quien tomó un sueldo reducido para trabajar con el director, era muy contemporáneo y difícil de aceptar en el papel de la época. Los dos se separaron amistosamente después de diez días de rodaje y Daniels substituyó a Keaton en el papel.

## Producción
Un número de escenas con Tom y Cecilia se fijan en el parque de diversiones de Bertrand Island, que cerró justo antes de la producción de la película. También fue filmado en el restaurante Raritan en South Amboy, Nueva Jersey. Woody Allen cerró el teatro Kent en Coney Island Avenue en Brooklyn para filmar la película allí. Esta es la sala de cine en el barrio en el que creció, que él llamó «uno de los grandes lugares significativos de mi infancia».
En una rara aparición pública en el National Film Theatre en 2001, Woody Allen listó a The Purple Rose of Cairo como una de sólo unas pocas de sus películas que terminaron siendo «bastante cercanas de lo que quería hacer» cuando se dispuso a escribirla. Allen proporciona más detalles sobre el origen de la película en un comentario que hizo el año anterior, durante una gira de prensa para Small Time Crooks:

«Purple Rose fue una película por la que sólo me encerré en una habitación [a escribir]... La escribí y a la mitad no iba a ningún lado y la puse a un lado. No sabía qué hacer. Jugué alrededor con otras ideas. Sólo cuando la idea me golpeó, mucho tiempo después, que el actor real llega a la ciudad y ella tiene que elegir entre el actor [en la pantalla] y el actor real y elige el actor real y éste la deja, ese fue el momento en que se convirtió en una película de verdad. Antes de eso no. Pero todo el asunto ha sido fabricado».

Muchas de las escenas exteriores fueron filmadas en Piermont, Nueva York, un pequeño pueblo en el río Hudson a 24 kilómetros al norte del puente George Washington. Los frentes de tiendas tenían falsas fachadas para reflejar su ubicación en la época de la Gran Depresión.

## Recepción

### Recaudación
The Purple Rose of Cairo se estrenó en América del Norte el 1 de marzo de 1985 en tres salas, donde recaudó un excepcional $114.095 ($38.031 por pantalla) en su primer fin de semana. La taquilla se asentó en otras expansiones, y su total bruto en Estados Unidos de $10.631.333 estuvo en consonancia con la mayoría de las películas de Woody Allen de la época.

### Crítica
The Purple Rose of Cairo recibió muchos elogios de la crítica tras su lanzamiento y actualmente tiene una calificación positiva 'fresca' de 90% en Rotten Tomatoes, con un puntaje promedio de 7.8/10.
Roger Ebert del Chicago Sun-Times dio a la película cuatro estrellas, diciendo «The Purple Rose of Cairo es audaz e ingeniosa y tiene un montón de buenas risas, pero lo mejor de la película es la manera que Woody Allen la usa para jugar con la esencia misma de la realidad y la fantasía». Time Out también dio una evaluación favorable de la película, opinando «cómo la pareja fascinada, Farrow y Daniels maravillan con fantásticas emociones, mientras que la dirección de Allen invierte suficiente atención, ingenio y calidez para hacerla verdaderamente conmovedora». Vincent Canby de The New York Times escribió algunos de los más brillantes elogios para la película, diciendo «mi admiración por el Sr. Allen se extiende a todos los relacionados con The Purple Rose of Cairo - todos los actores, incluyendo el Sr. Daniels, Sr. Aiello, Dianne Wiest y los intérpretes dentro de la película dentro; Stuart Wurtzel, el diseñador de producción y particularmente Gordon Willis, el director de fotografía, quien tiene mucha diversión en imitar el aspecto de la película con la que Cecilia se enamora, así como creando el estilo adecuado a los tiempos deprimidos que enmarcan la película interior». Canby concluyó afirmando «Me arriesgaré a decir: no puedo creer que el año traiga más adelante algo igual a The Purple Rose of Cairo. Con 84 minutos, es corta pero cada uno de esos minutos es gozoso».

### Premios
La película ganó el premio BAFTA a la mejor mejor película y el premio César a la mejor película extranjera. El guion de Allen fue nominado para varios premios importantes, incluyendo un Óscar, un premio BAFTA y un premio del Writers Guild of America. Fue reconocida como una de las «100 mejores películas» por la revista Time. La película ganó el premio FIPRESCI en el Festival de Cannes de 1985.